# Nictzin Dyalhis
Nictzin Wilstone Dyalhis (né le 4 juin 1873 dans le Massachusetts ; mort le 8 mai 1942  à Salisbury) était un chimiste et un nouvelliste de science-fiction et de fantasy, connu notamment pour ses histoires publiées dans le magazine pulp Weird Tales.

## Biographie
Une de ses nouvelles figure dans l'anthologie Les Meilleurs Récits de Weird Tales Tome 2

## Galerie

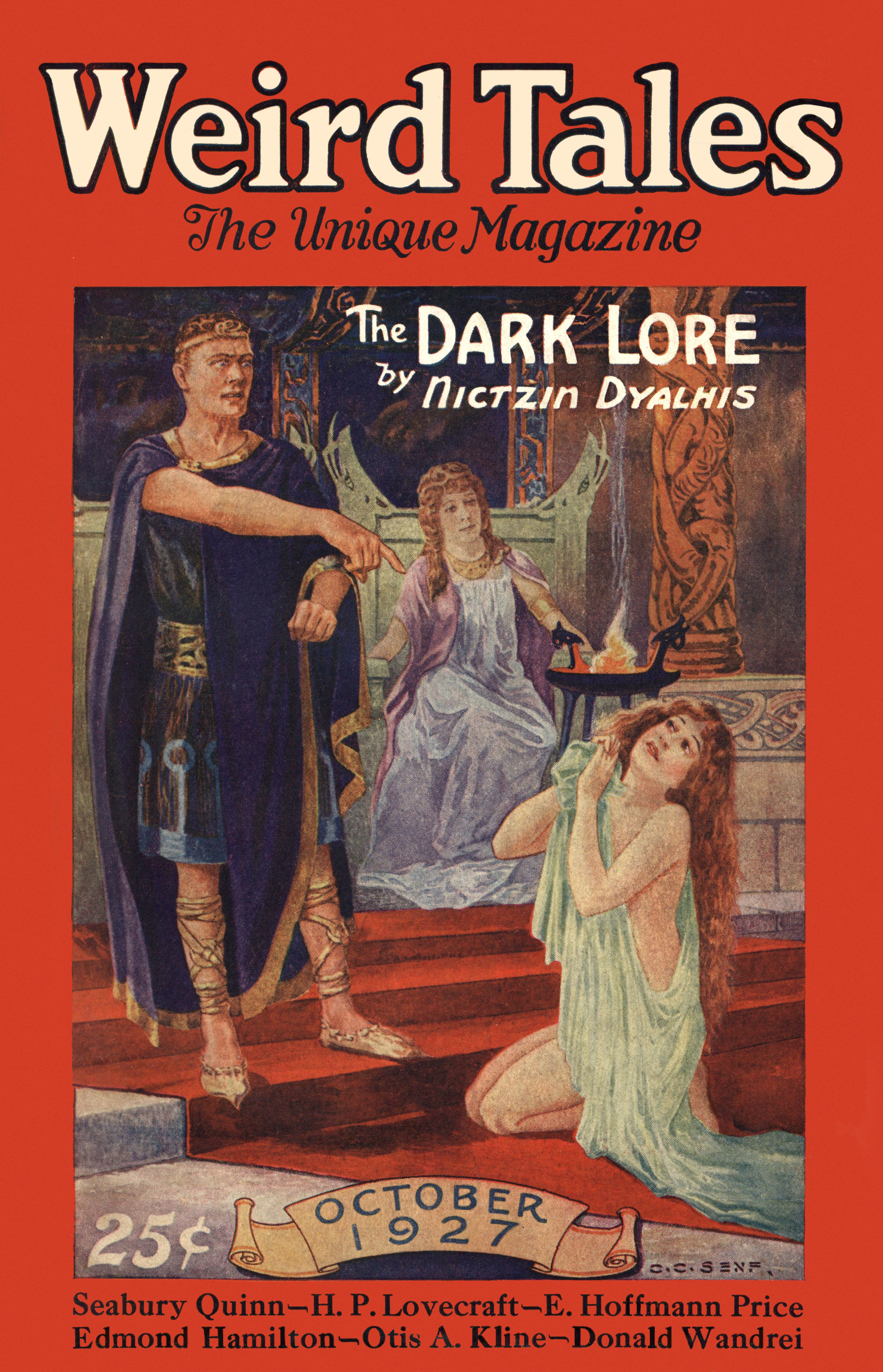
The Dark Lore, Weird Tales, octobre 1927.
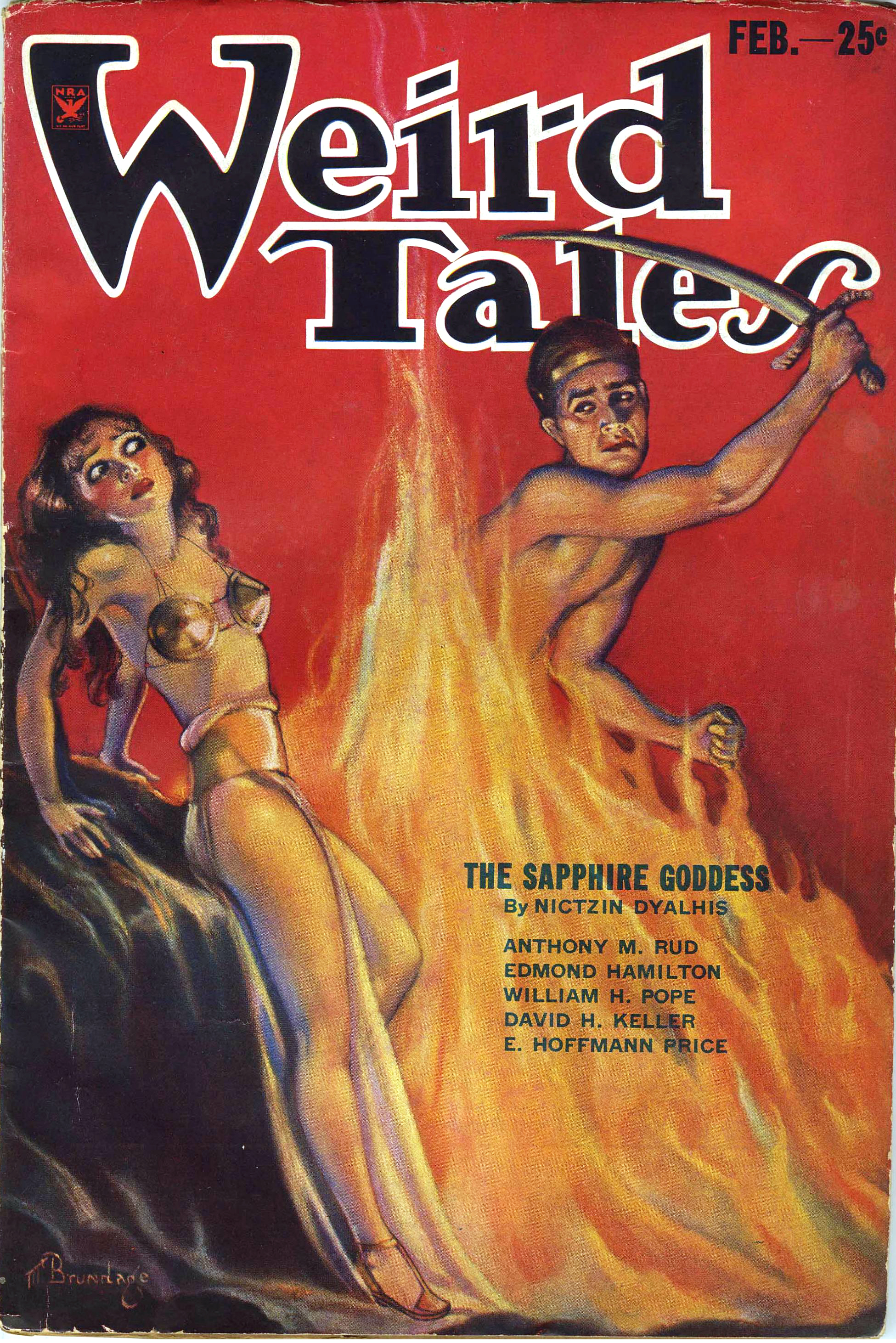
The Sapphire Goddess, Weird Tales, février 1934.
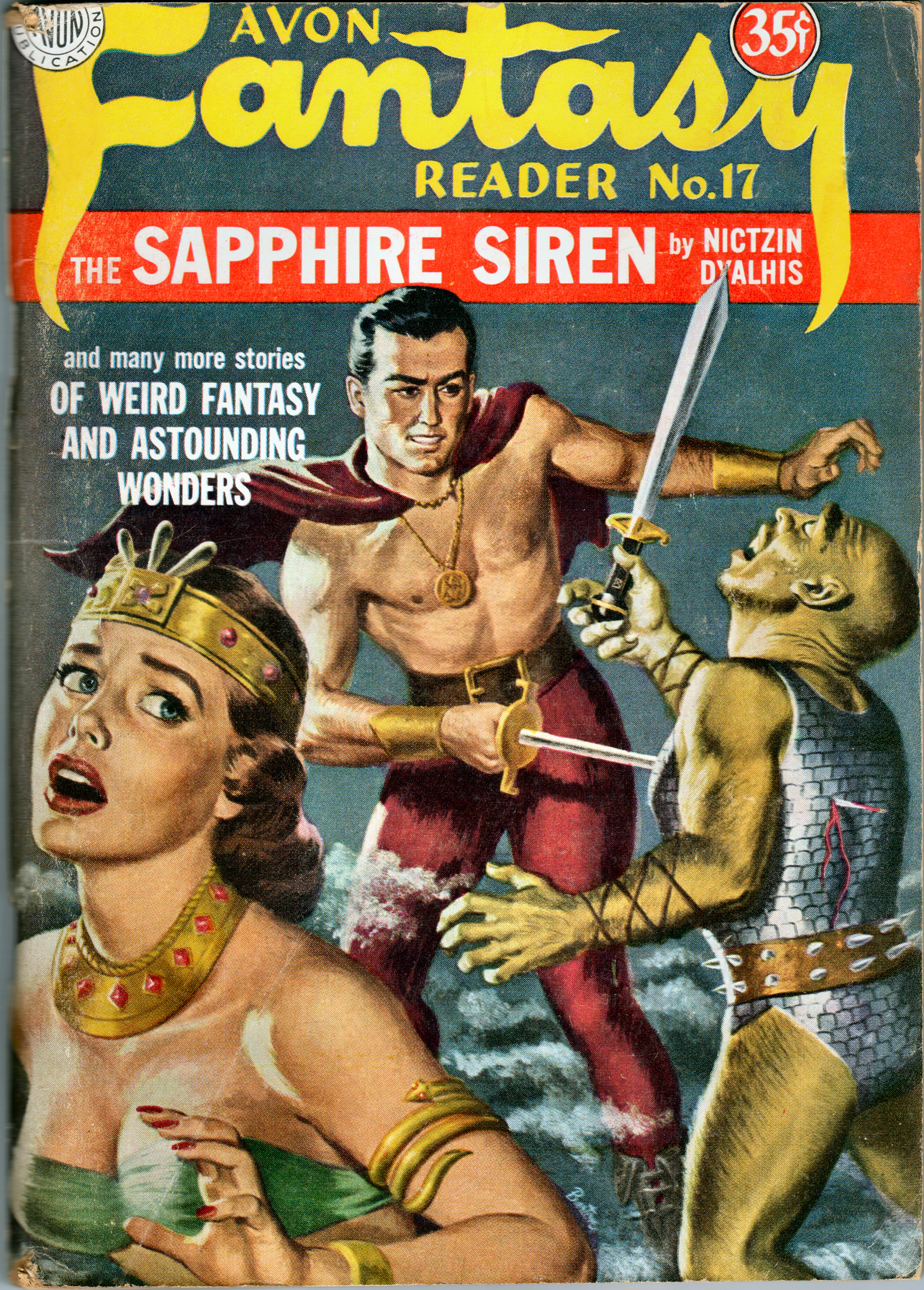
The Sapphire Siren, Avon Fantasy Reader (en), 1951

## Œuvres publiées en français
- Les Meilleurs Récits de Weird Tales Tome 2 - période 1933-37, présenté par Jacques Sadoul, éditions J'ai Lu, 1975.